# Can Robert (Matadepera)
Can Robert és una obra de Matadepera (Vallès Occidental) protegida com a Bé Cultural d'Interès Local.

## Descripció
La tipologia correspon a la tradicional estructura de masia d'aquesta zona, de dues plantes i coberta a doble vessant, orientada entre llevant i migdia, és envoltada d'un barri que conserva un portal amb un arc rebaixat de maons. Presenta un interessant finestral de pedra amb arc pla i llinda decorada, també replanell motllurat. El vèrtex del carener de la teulada és coronat per un petit pinacle en forma de creuer. També hi observem elements constructius arcaics com el desaigua de la façana de ponent. L'era està situada en front de la casa.